# Abul Hashim

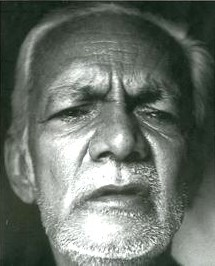
Abul Hashim.

Abul Hashim (Kashiara, distrito de Bardhaman, Bengala Occidental, 1905 - 1974) fue un político e intelectual musulmán nacionalista.
Obtuvo su título en derecho el año de 1931 y comenzó la práctica legal en la corte del distrito de Bardhaman el mismo año. Dando seguimiento a la tradición familiar, se unió a la política en 1936 al ser electo para el concejo legislativo de Bardhaman.
Asistió a la Conferencia de Lahore de la Liga musulmana en 1940, después fue nombrado Secretario General de la Liga Musulmana de Bengala en 1944. Posterior a la Segunda partición de Bengala, fue designado como el líder parlamentario de la oposición de la asamblea regional de Bengala Occidental.
A finales de los años 1940 Hashim fue perdiendo la vista, hasta quedar totalmente ciego en la década de 1950. Pero a pesar de esta limitación física, se concentró en sus actividades públicas e intelectuales incansablemente. En 1960, fue designado como el primer director de la Fundación Islámica de Bangladés y escribió varios libros en inglés y bengalí.
- Datos: Q3348087